# Djema'a
El vocablo yemáa (o Djemaa, que significa «congregación» o «reunión» en árabe) puede referirse a dos cosas en un contexto del Sahara Occidental.

## Yemáa: liderazgo tribal
La Yemáa era el cuerpo principal en una tribu saharaui, compuesta por ancianos y líderes elegidos. Organizó esfuerzos de guerra, allanamiento de partidos, legislaciones y diplomacia, entre otras cosas, y también resolvió disputas entre los miembros de la tribu. A veces, se reunía una asamblea más grande conocida como el Ait Arbein (Consejo de los Cuarenta), compuesta por ancianos de varias tribus, para organizar a la comunidad contra la invasión extranjera u otras preocupaciones supratribales.
La organización exacta de los Djema'a variaba de tribu a tribu, pero generalmente incorporaba las antiguas costumbres bereberes y las tradiciones árabes y basaba sus prácticas en la ley islámica. Las mujeres sirvieron en la Djema'a en al menos algunas de las tribus saharauis.

### Disminución
Una estructura social duradera, el tribalismo había gobernado a los saharauis desde que aparecieron por primera vez en la zona durante la Edad Media, pero una combinación de colonización y modernización ha erosionado gradualmente su control sobre la población.
Después de que España y Francia invadieron el territorio en 1884, los Djema'as se mantuvieron muy activos, pero a medida que el Ejército español extendió gradualmente su control y sometió a las tribus, los jefes Djema'a resistentes fueron asesinados o encarcelados, mientras que otros fueron obligados o sobornados para cooperar con los colonizadores. El levantamiento de Ma al-Aynayn a principios del siglo XX y las rebeliones que siguieron representaron una especie de última posición de la sociedad tribal tradicional contra la colonización. En la década de 1950, la autoridad tribal se fue erosionando lentamente debido a la urbanización y nuevas formas de vida.
Las duras medidas represivas españolas después de la guerra de Ifni, incluido el asentamiento forzado, aceleraron este proceso. En 1967, la política nacionalista saharaui se organizó por primera vez en un partido político moderno, el Harakat Tahrir. Sin embargo, las tradiciones y divisiones tribales siguen siendo fuertes en la sociedad saharaui, aunque el sistema formal de Djema'a ha sido destruido en gran parte por la aparición de los estados modernos.

### Actitudes del gobierno hacia el tribalismo
El Polisario  generalmente ha adoptado una actitud hostil hacia el tribalismo, argumentando que se trata de un modelo de gobierno obsoleto y antidemocrático, y realizó una campaña activa contra el tribalismo en los campos de refugiados de Tindouf y en las áreas del Sahara Occidental gobernadas por la República saharaui exiliada. En general, Marruecos se ha contentado con extraer la lealtad de los ancianos de las tribus en las áreas controladas por él, y por lo demás lo ignoró. En Mauritania, las comunidades saharauis y moras todavía están fuertemente organizadas por las tribus.

## Yemáa: cuerpo colonial español
La Yemáa o Asamblea General también fue un consejo gobernante de ancianos saharauis creado en mayo de 1967 por las autoridades en el Sahara español, hoy Sahara Occidental. Era de carácter consultivo y estaba compuesta por 40 representantes elegidos en las fracciones tribales o nómadas, el presidente del Cabildo Provincial y los alcaldes de El Aaiún y de Villa Cisneros. Los funcionarios del órgano fueron elegidos, pero las autoridades coloniales llevaron a cabo el proceso y, en efecto, seleccionaron a los candidatos. La primera ronda de elecciones se llevó a cabo entre el 14 de julio y el 20 de agosto de 1967, y la Yemáa se inauguró el 11 de septiembre en El Aaiún. Una segunda ronda fue elegida en enero de 1971, y cuando comenzó el levantamiento del Frente Polisario en 1973, también fue la última.
Los miembros de la Yemáa a menudo tenían cierto estatus dentro de las tribus, pero los miembros de la tribu no necesariamente los consideraban representantes auténticos. La asamblea tenía poco poder efectivo, pero fue consultada ocasionalmente por los gobernadores militares españoles, y se le permitió enviar representantes a Madrid. Su función principal estaba relacionada con asuntos de desarrollo económico y social, pero también proporcionaba a la ocupación una fachada de legalidad a los ojos de la población saharaui, basándose en tradiciones como la tribu de los yemáas y el Ait Arbein.

### Disolución
En 1974–75, el Djema'a perdió importancia, ya que España creó una nueva organización en apoyo de sus políticas, el Partido de la Unión Nacional Saharaui (PUNS), que absorbió a muchos de los miembros del Djema'a, y la mayoría de sus miembros políticos y sus funciones. Sin respaldo español, y con Franco declarando su intención de liberar el territorio, muchos de los miembros de Djema'a desertaron apresuradamente hacia el Frente Polisario, un movimiento rebelde que estuvo involucrado en una guerra de guerrillas en rápido crecimiento contra la presencia española. Un número más pequeño también partió para Marruecos, para respaldar los reclamos de ese país al Sahara Occidental como sus Provincias del Sur, y algunos a Mauritania, donde fueron presentados como partidarios del gobierno mauritano en Tiris al-Gharbiyya. Después de la invasión conjunta marroquí-mauritana del Sáhara Occidental a fines de 1975, la Djema'a se dispersó en el éxodo masivo de refugiados que siguió.

### Demandas de legitimidad contendientes
La mayoría de sus miembros (67 de 102) votaron el 12 de octubre de 1975 en el congreso Ain Ben Tili (Mauritania) respaldado por el Polisario para denunciar la invasión marroquí, declarar su apoyo al Polisario y disolver la Djema'a, por lo que no sería posible explotar el cuerpo por fines políticos. Más tarde, ese mismo año, sin embargo, el gobierno marroquí convocó una reunión de miembros de Djema'a en Marruecos para declarar su apoyo a su anexión del territorio. Esto fue impugnado por el Polisario, que argumentó que:
Nunca hubo una congregación completa presente (eran menos de la mitad del total de los miembros), por lo que no había Cuórum.
Incluso si hubiera habido, Djema'a se había disuelto previamente por decisión mayoritaria, y por lo tanto la grupa marroquí, Djema'a no poseía legitimidad política.
El 27 de febrero de 1976, el movimiento de independencia en el Sáhara Occidental, Polisario, proclamó la República Árabe Saharaui Democrática, con la intención de reemplazar a la Djema'a como un cuerpo gobernante saharaui.
Aunque ninguna de las partes reconoció la autoridad de la Djema'a cuando estaba operativa, y la denunció como una marioneta de España, tanto el Polisario como Marruecos todavía utilizan estos casos de supuesto apoyo de Djema'a como un argumento a favor de la independencia o la anexión en el conflicto en curso del Sahara Occidental.